# John McEnroe
Pour les articles homonymes, voir McEnroe.

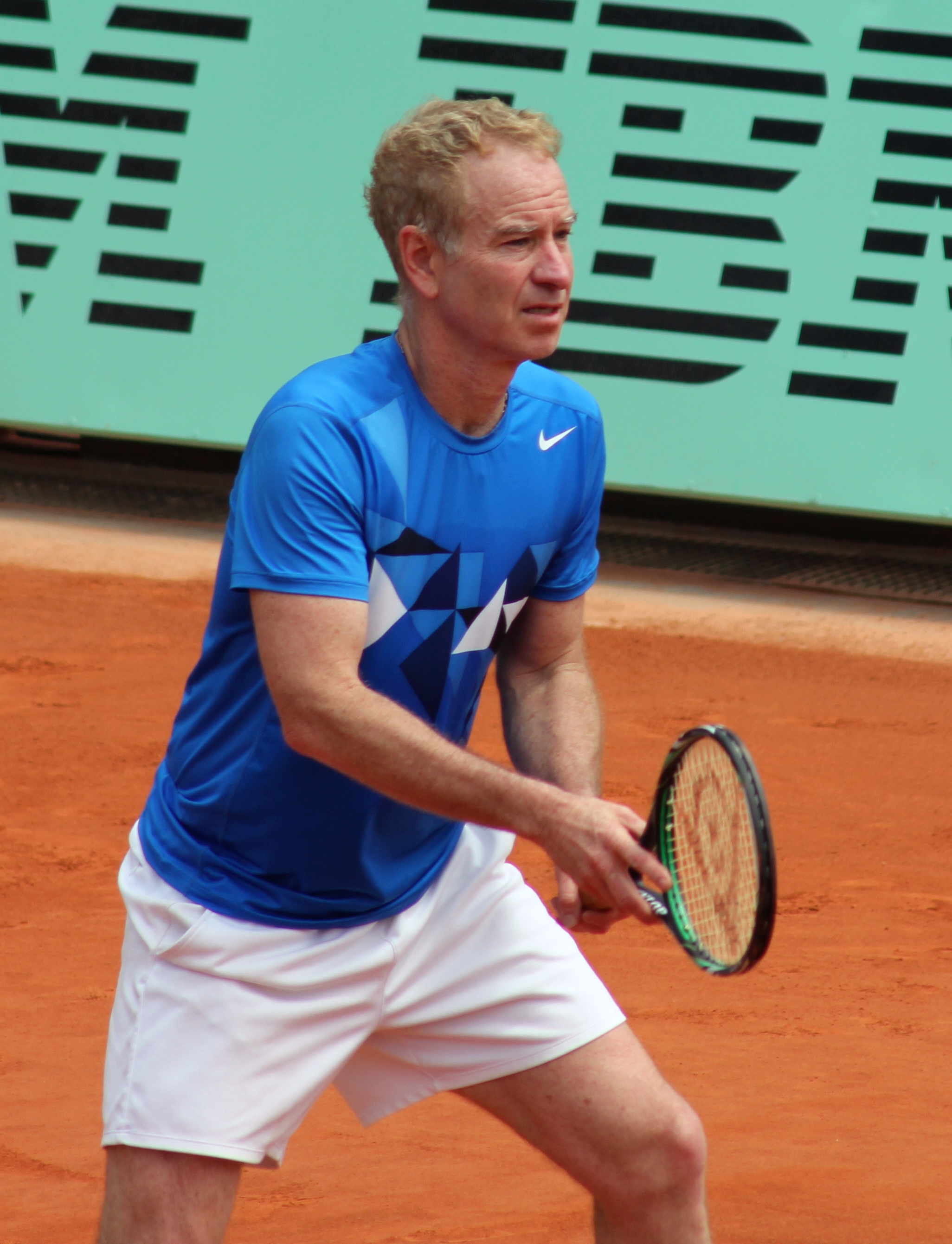
John McEnroe à Roland-Garros 2012.

John McEnroe, né le 16 février 1959 à Wiesbaden (Allemagne), est un joueur de tennis américain, professionnel de 1977 à 1992.
Gaucher, il a dominé le tennis au début des années 1980 avec Björn Borg, Jimmy Connors et Ivan Lendl. Il fait partie des joueurs qui ont marqué l'histoire, notamment par son style et sa technique de jeu uniques, sa personnalité et son caractère. Vainqueur à sept reprises du simple en Grand Chelem avec trois victoires à Wimbledon et quatre à l'US Open, il n'a jamais réussi à s'imposer à Roland-Garros, bien qu'il ait mené deux sets à zéro en finale face à Ivan Lendl en 1984 avant d'être battu en cinq manches. Il a aussi gagné trois Masters plus cinq Coupes Davis, une épreuve qu'il a contribué à relancer alors qu'elle était menacée par le désintérêt des meilleurs joueurs américains.
Son style de jeu était entièrement tourné vers l'attaque, notamment le service-volée, mais aussi le retour-volée avec une prise de balle ultraprécoce dans ses très grands jours, bien plus fréquente que chez tous les autres joueurs de sa génération, ce qui attestait de ses qualités d'anticipation tant au niveau tactique que technique. Sa technique, basée sur une grande économie de geste, son toucher de balle d'exception, son service très particulier (dos au filet), son aisance à la volée, son coup d'œil et ses réflexes hors norme en font un joueur unique dans l'histoire du tennis. Certains spécialistes du tennis n'hésitent pas à utiliser le terme de « génie », tant la technique de McEnroe était empreinte d'inventivité permanente et de simplicité minimaliste.
C'est, par ailleurs, un des deux seuls joueurs avec Stefan Edberg à avoir été numéro un mondial en simple et en double messieurs. Mais, à la différence du champion suédois, il est le seul joueur à avoir atteint la première place mondiale dans ces deux compétitions au cours d'une même saison, en 1984. En double messieurs, il remporta notamment 9 titres du Grand Chelem dont 7 avec son compatriote Peter Fleming. Au total, il gagna 186 titres toutes compétitions confondues (ATP ou non), record toujours en cours.
Son caractère explosif, ses prises de bec avec les arbitres, avec les juges de ligne, les photographes et ses adversaires, ont aussi fait sa réputation et lui ont valu, à l'époque de sa gloire, le surnom de Super Brat (« super sale gosse »). John McEnroe n'a jamais eu d'entraîneur. Il est membre du International Tennis Hall of Fame depuis 1999.

## Biographie
McEnroe est né en 1959 à Wiesbaden en Allemagne de l'Ouest, de parents américains, Kay Tresham sa mère, et John Patrick McEnroe son père, qui est d'origine irlandaise et est à l'époque en poste à la United States Air Force. La famille déménage à Douglaston dans le quartier du Queens à New York, où le père travaille de jour comme agent de publicité et prend des cours à la Fordham Law School la nuit. Il a deux frères plus jeunes, Mark (né en 1964) et l'ancien joueur professionnel de tennis Patrick (né en 1966 aux États-Unis). Son neveu Altor est également un bon joueur de tennis et sa nièce Eddie joueuse professionnelle de golf. Il a été marié avec Tatum O'Neal avec qui il a eu trois enfants, Kevin, Sean et Emily et avec Patty Smyth (ne pas confondre avec Patti Smith) deux filles, Anna et Ava. Ils vivent tous dans les quatre derniers étages d'un immeuble de Manhattan donnant sur Central Park. Il commence à jouer au tennis à huit ans, au Club de Douglaston, avec ses frères. À neuf ans, ses parents l'inscrivent à l'Eastern Lawn Tennis Association et il joue vite dans des tournois régionaux puis nationaux. À douze ans, il rejoint le Port Washington Tennis Academy à Long Island. McEnroe est diplômé en 1977 à la Trinity School de New York.

## Carrière

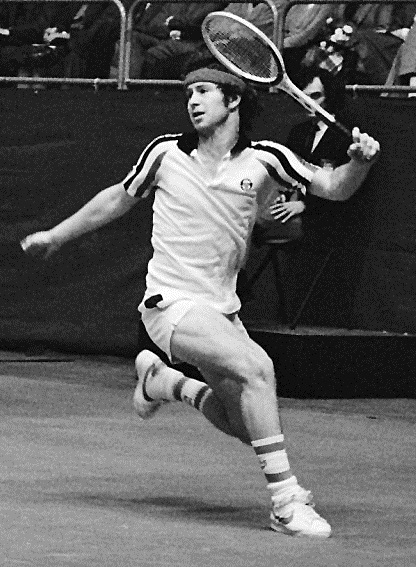
Le joueur à Rotterdam au tournoi de tennis ABN

Au cours de sa carrière, commencée en 1974 en double à l'US Open, il a remporté 104 titres en simple (dont 77 enregistrés par l'ATP) dont 7 tournois du Grand Chelem. Il n'a par contre jamais remporté celui de Roland-Garros, dont il dispute la finale en 1984 contre Ivan Lendl, c'est pourtant le seul tournoi du Grand chelem qu'il ait gagné en Junior en 1977. Il aborde cette finale en favori, invaincu depuis le début de l'année, et après avoir battu Lendl en finale lors des deux tournois précédents, qui plus est sur terre battue, à Forest Hill et à la World Team Cup. McEnroe restait ainsi sur cinq victoires d'affilée face à Lendl. C'est pourtant Lendl qui gagne le match, malgré la perte des deux premiers sets au cours desquels il fut totalement dominé, triomphant ainsi dans son premier tournoi du Grand Chelem après quatre finales infructueuses. Lendl avait battu McEnroe en 1981 à Roland Garros et le battra encore une fois en 1988 lors de leur troisième rencontre porte d'Auteuil. McEnroe ne perdra que deux autres matchs en 1984, contre Vijay Amritraj, à Cincinnati sur dur, et contre Henrik Sundström en Coupe Davis à Göteborg sur terre battue, ce qui fait de lui le recordman du pourcentage de victoires sur une saison avec 82 victoires pour seulement 3 défaites. Ni Jimmy Connors en 1974 ni Roger Federer en 2005 n'ont fait mieux. John McEnroe avoua plus tard qu'il pensa pendant des semaines à cette finale perdue, un des rares grands titres qui manque à son palmarès.
Quant à l'Open d'Australie, à l'époque il avait lieu en fin d'année et les grands joueurs le disputaient uniquement si le Grand Chelem était réalisable. Jusqu'en 1987, ce tournoi se disputait au stade de Kooyong, sur des courts en gazon. McEnroe n'y participa pas régulièrement, sa meilleure performance fut une demi-finale en 1983, perdue contre Wilander.
En 1986, il fait une pause de mi-janvier à début août, pendant laquelle il se marie avec Tatum O'Neal et devient père. Après l'US Open 1987 en septembre, il écope d'une suspension de deux mois pour insultes et mauvaise conduite, il ne revient qu'en avril 1988.
John McEnroe a aussi été un joueur exceptionnel en double, surtout avec son partenaire de prédilection Peter Fleming (58 tournois remportés ensemble). Son palmarès au total est fort élogieux, avec 81 titres dont 9 en Grand Chelem, ce qui en a longtemps fait le joueur le plus titré de l'histoire du double avant qu'il ne soit détrôné en 2004 par Todd Woodbridge (83 titres au total). Il compte également 7 victoires d'affilée (record absolu) de 1978 à 1984 au Masters, toujours avec Peter Fleming. En double mixte, il a gagné Roland-Garros en 1977 avec sa compatriote Mary Carillo. Au total, il a ainsi remporté 186 tournois toutes compétitions confondues (record absolu de l'ère Open), plus cinq Coupe Davis (1978-1979-1981-1982-1992) et deux World Team Cup en 1984 et 1985 (coupe du monde par équipes se déroulant sur terre battue à Düsseldorf).
Enfin, il a été no 1 mondial en simple pendant 170 semaines, non consécutives, entre 1980 et 1985, année où il a entamé son lent déclin. Il est à ce jour le seul joueur à avoir atteint la première place mondiale en simple et en double au cours de la même saison, en 1984.
Il a joué avec une raquette en bois jusqu'à fin 1982.
Il a joué 25 ans en tournoi du Grand Chelem, entre son premier tour perdu en double à l'US Open en 1974 et sa demi-finale en double mixte à Wimbledon en 1999.

### 1984: l'année de tous les records
McEnroe finira no 1 mondial en fin d'année pour la quatrième fois, ce que seuls Novak Djokovic (7 années), Pete Sampras (6 années), Roger Federer (5 années), Rafael Nadal (5 années) et Ivan Lendl (4 années) feront par la suite, et que seul Jimmy Connors aura fait avant lui (5 années). Il aura remporté Wimbledon, l'US Open, le Masters et la Coupe Davis, perdu la finale de Roland-Garros au terme d'un long match en cinq sets, et manqué l'Open d'Australie à la suite d'une suspension en raison de l'affaire de Stockholm.
Au total, il remporte 13 des 15 tournois auxquels il aura participé cette année-là, excepté Roland-Garros et l'Open de Cincinnati, battu respectivement par Ivan Lendl et Vijay Amritraj. Il perd aussi une rencontre en finale de Coupe Davis contre Henrik Sundström. McEnroe n'aura finalement subi que trois défaites sur l'ensemble de la saison.
Avant la finale à Roland-Garros, il a gagné ses 42 premiers matchs. Il perd son premier contre Ivan Lendl, passant tout près de la victoire sur la terre battue parisienne. Il mène en effet 6-3, 6-2 face au joueur tchèque qui ne s'est encore jamais imposé en Grand Chelem.
Mais ce dernier retourne la situation, remporte le troisième set 6-4 et conclut 7-5, 7-5. Trente-deux ans plus tard, alors qu'il anime une émission sur Eurosport en tant que Commissionner autoproclamé du tennis, il s'entretient avec son double de l'époque et lui dit : « Quand tu affrontes ce Tchèque en finale de Roland Garros 1984 et que tu es à cinq points de la victoire, ne pense surtout pas que c'est fini ! », à quoi son double des années 1980 répond : « tu plaisantes ! Crois-tu que je suis assez stupide pour perdre dans cette situation ? Tu n'es pas sérieux ! », le McEnroe de 2016 enchaîne : « J'aurais aimé ne pas l'être ! »
John McEnroe établira toutefois en 1984 le meilleur ratio victoires/défaites sur une saison : 82 victoires pour 3 défaites seulement (96,47 %). Ce record est toujours d'actualité, seuls Roger Federer en 2005 (81V-4D, 95,3 %) et en 2006 (92V-5D, 94,8 %) et Novak Djokovic en 2015 (82V-6D, 93,2 %), voire Rafael Nadal en 2013 (75V-7D, 91,46 %), s'en sont approchés. En 2005, Federer a échoué dans le dernier match de l'année en essayant d'égaler le record de l'Américain, après avoir mené 2 sets à 0 en finale du Masters face à David Nalbandian, à la manière de McEnroe en finale de Roland Garros.

## Personnalité
Il est réputé pour son mauvais caractère : il lui arrivait fréquemment de se mettre en colère contre les arbitres et les juges de lignes, lors de ses matchs, ainsi que contre les photographes, cadreurs et preneurs de sons.
Décrit comme un perfectionniste enragé par le journaliste américain Richard Evans, McEnroe ne supportait pas l'échec. Il avoua un jour rêver d'un match où il ne commettrait aucune erreur.
On ne sait pas si ses éternelles discussions avec l'arbitre relevaient de l'envie folle de gagner tous les points, de la mauvaise foi, ou tout simplement s'il pensait juger la balle mieux que les arbitres (ce sera d'ailleurs en 2005 le leitmotiv d'une publicité pour Seat avec McEnroe).
Cette forte personnalité lui a valu d'être exclu à l'Open d'Australie 1990, lors de son huitième de finale à 6-1, 4-6, 7-5, 2-4 contre Mikael Pernfors. Dans ce match, McEnroe avait successivement nargué un juge de ligne, brisé une raquette et insulté l'arbitre central.
Il s'était déjà fait ainsi remarquer : au premier tour de Wimbledon en 1981 contre Tom Gullikson, il dit à l'arbitre : « You cannot be serious! » (« Vous ne pouvez pas être sérieux ! »). À Roland-Garros en 1984, il contesta une balle litigieuse en apostrophant l'arbitre, les spectateurs et les cadreurs au point que son adversaire José Higueras demanda à genoux à l'arbitre de lui donner le point. En 1986, à l'Open de Paris-Bercy, il déclara à l'arbitre lors d'un match face à Sergio Casal : « Vous n'arbitrerez plus jamais un seul de mes matchs » ; cette défaite l'empêcha d'avoir le classement requis pour participer au Masters et il écopa d'une suspension. Grosse colère aussi à Roland-Garros en 1988 sur une balle de set en faveur d'Ivan Lendl. À Stockholm en 1984, en demi-finale contre Anders Järryd, il dit à l'arbitre : « Tous les arbitres suédois sont aussi bons que vous ? Pas d'erreurs à ce jour dans ce match, non ? Vous n'avez pas infirmé quoi que ce soit, pas d'erreurs que ce soit ! » ; l'arbitre : « Deuxième service, s'il vous plaît. » ; McEnroe : « Réponds à ma question, la question, connard ! » (en : « Answer my question, the question jerk! »). Au cours de ce match, il a fracassé des gobelets en verre avec sa raquette et envoyé une balle sur un spectateur. Après un avertissement et un point de pénalité, il remporte finalement la rencontre et le tournoi, il sera condamné à une amende et une suspension de 21 jours qui lui fera manquer l'Open d'Australie.
Il est le seul vainqueur de Wimbledon qui n'ait pas été accepté au All England Lawn Tennis & Croquet Club. En 1981, après sa victoire, le club a refusé de lui offrir l'adhésion, ce qu'ils ont toujours accordé au vainqueur ; en réponse, John a décidé de ne pas assister au dîner et les a appelés « un tas de macchabées de 70-80 ans ».

## Dopage
En janvier 2004, John McEnroe déclare dans le quotidien australien le Daily Telegraph, qu’il a été dopé « à son insu » aux stéroïdes durant sa carrière.

## Carrière ultérieure

### Retour sur le circuit professionnel en 1994, 1999 et 2006
John McEnroe prend sa retraite à la fin de la saison 1992 ; auparavant, il avait déjà fait une pause de six mois en 1986 de janvier à août, soit la première moitié de la saison.
Après une interruption d'un an en 1993, il fait son premier retour en 1994, sur invitation au Tournoi de Rotterdam. Il perd au premier tour contre Magnus Gustafsson ce qui restera son dernier match en simple ; en double avec l'Allemand Boris Becker, il atteint les demi-finales.
En 1999, avec une invitation, il atteint pour la première fois les demi-finales de Wimbledon en double mixte avec l'Allemande Steffi Graf, mais ils déclarent forfait. Ce sera sa dernière apparition en Grand Chelem.
En 2006, avec son partenaire suédois Jonas Björkman, il remporte le tournoi de San José, ce qui reste son dernier titre remporté sur le circuit principal, et joue son dernier match de double à Stockholm en octobre, atteignant les quarts de finale. Cela a été le premier titre de McEnroe depuis le Masters de Paris en novembre 1992 avec son frère Patrick. Avec cette victoire, McEnroe a gagné des titres (en double) sur quatre décennies différentes et dépasse Tom Okker à la cinquième place du plus grand nombre de titres en double (79) derrière Todd Woodbridge (83), un spécialiste de double et un honorable joueur de simple.
En 2010, il ouvre la John McEnroe Tennis Academy dans un complexe de 20 courts de tennis sur Randall's Island à New-York. Estimant que les joueurs modernes ont subi une immersion trop exclusive dans le tennis, il promeut une approche équilibrée,.

### Circuit Senior
Il a remporté 9 fois le Trophée des Légendes à Roland-Garros, dont 6 éditions consécutives entre 2005 et 2010, associé à Yannick Noah en 2005, à Anders Järryd en 2006, 2007, 2008, 2009 et à Andrés Gómez en 2010, et en 2012 associé à son frère Patrick.
McEnroe joue sur deux tours Seniors, Merrill Lynch Tour of Champions and the Outback Champions Series. Beaucoup de joueurs de tennis et d'experts conviennent que le niveau de jeu de McEnroe est encore assez élevé pour le circuit professionnel. Dans des événements de charité et de World Team Tennis, il a battu de nombreux joueurs de haut niveau dans un format de match très court, comme Mardy Fish et Mark Philippoussis.
Depuis 2001, il joue dans le championnat des États-Unis par équipe, le World Team Tennis, avec les Sportimes de New York.

### Capitaine de Coupe Davis
Il est devenu le capitaine de l'équipe de Coupe Davis des États-Unis en septembre 1999. Son équipe a échappé de justesse à la défaite lors de leurs deux premières sorties en 2000, en battant le Zimbabwe et la République tchèque 3-2 à chaque fois. Ils ont ensuite perdu 5-0 contre l'Espagne en demi-finale. McEnroe a démissionné en novembre 2000, après 14 mois, déçu par le calendrier et le format de la Coupe Davis. Son frère Patrick a repris l'équipe.

### Capitaine de Laver Cup
Il est le capitaine de l'équipe du reste du monde qui affronte l'équipe européenne lors de la première édition depuis la Laver Cup, qui a lieu à Prague en septembre 2017 jusqu'à celle de 2024.

### Commentateur
Il est devenu commentateur de tennis pour la télévision américaine sur la chaîne CBS mais aussi sur NBC et ESPN, tout comme son frère Patrick. Il commente également lors de Wimbledon pour la BBC au Royaume-Uni.

### Musique
Après sa retraite des courts, il tente de devenir une star de rock, ayant appris à jouer de la guitare à l'aide d'amis tels qu'Eddie Van Halen et Eric Clapton. Il forme The Johnny Smyth Band avec sa nouvelle compagne Patty Smyth, où il officie comme chanteur, guitariste et auteur-compositeur, et donne de petits concerts dans les villes où il joue avec le Senior Tour. Le groupe part en tournée pendant deux ans, mais McEnroe quitte le groupe soudainement en 1997, juste avant de terminer son premier album.
Le 1er décembre 1998 à l'Arena de Genève, John McEnroe participe à un concert de charité dans un groupe formé, entre autres, de Yannick Noah au chant, et de Phil Collins et de son fils Simon à la batterie : à la guitare et au chant, John interprète des standards du rock : Hey Joe, Purple Haze, Bad Case of Loving You (Doctor, Doctor) (en), Johnny B. Goode, Are You Gonna Go My Way,.

### Galeriste
Il est collectionneur d'art et ouvre une galerie d'art contemporain américain, dans son quartier de Manhattan à New York, en 1993.

### Animateur
En 2002, John McEnroe présente le jeu télévisé The Chair, sur le réseau américain ABC et la chaîne britannique BBC One. (Ce jeu est adapté l'année suivante en France sous le nom de Zone Rouge.)
En juillet 2004, il commence un talk-show intitulé CNBC McEnroe qui est annulé dans les cinq mois pour cause d'audience insuffisante (0,0 sur l'échelle de Nielsen). Il anime également l'émission Quiz Président au Royaume-Uni et aux États-Unis, qui est aussi un échec.

### Philanthropie
McEnroe s'investit dans le développement de la philanthropie dans le tennis, pendant des années il a coprésidé le CityParks Tennis charity benefit organisme de bienfaisance pour le tennis, la collecte des fonds annuelle est organisée par la City Parks Foundation. L'événement de bienfaisance a pour but de recueillir des fonds essentiels pour les programmes municipaux de tennis des jeunes de la ville de New York.

### Acteur

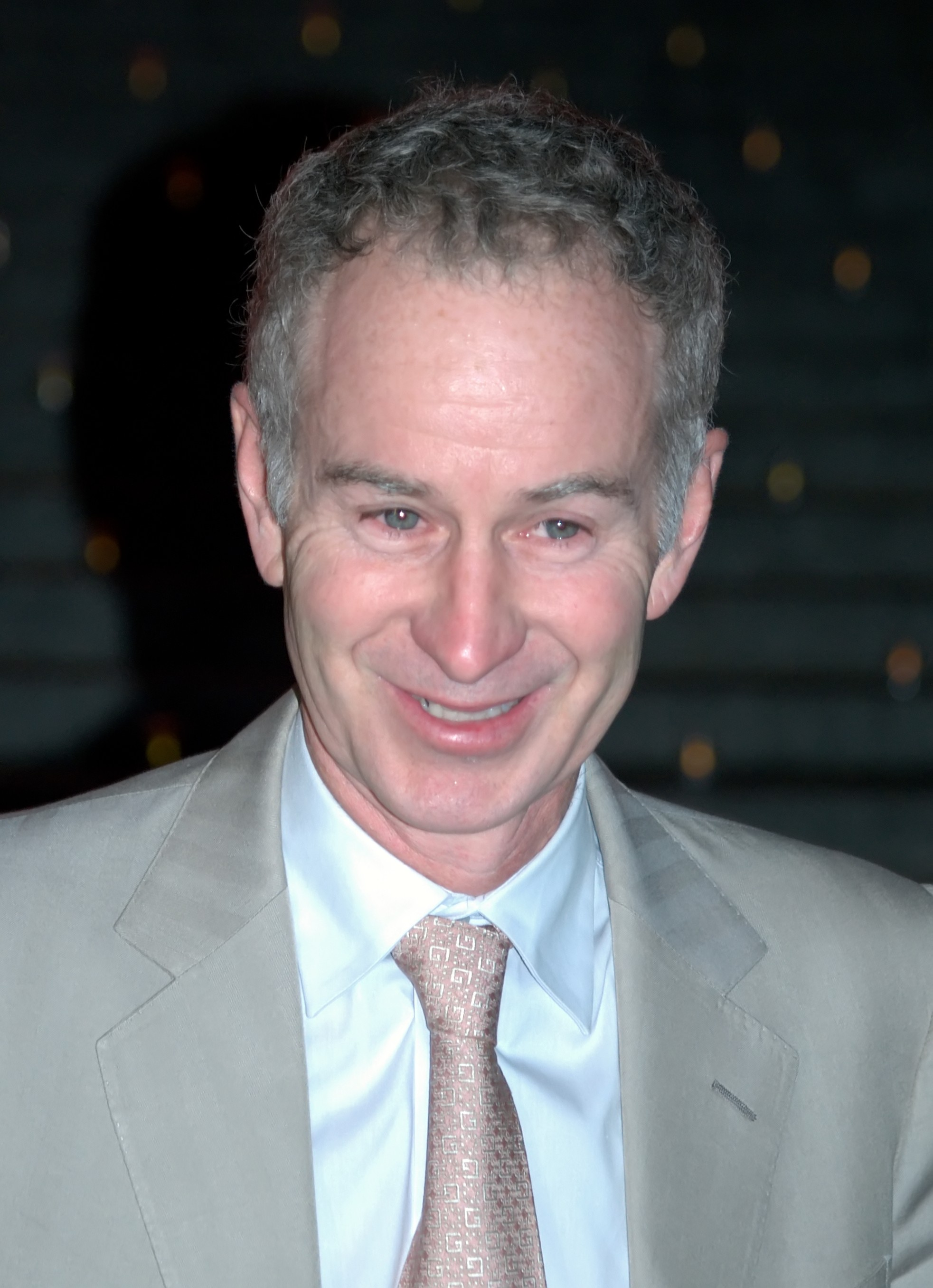
Festival du film de TriBeCa 2009.

Il incarne uniquement son propre personnage avec autodérision.

#### Série télévisée
- 2003 : Less Than Perfect (saison 2 épisode 22)
- 2006 : 30 Rock (saison 1 épisode 11)
- 2006 : Les Experts : Manhattan (saison 3 épisode 23)
- 2007 : Larry et son nombril (saison 6 épisode 5)
- 2008 : 30 Rock (saison 3 épisode 4)
- 2020 : Mes premières fois (narration de l'histoire + apparition dans le dernier épisode de la saison 1)

#### Film
- 1979 : Players
- 2003 : Les Aventures de Mister Deeds
- 2003 : Self Control
- 2004 : La Plus Belle Victoire
- 2008 : Rien que pour vos cheveux
- 2011 : Jack et Julie
- 2015 : Sept jours en enfer (7 Days in Hell) de Jake Szymanski

#### Publicité télévisée
- Nike, Tesco, Seat, BiC, Telstra, American Express, National Car Rental Center, Seven-Up, Nintendo, Perrier, Dayzers.

#### Vidéo clip
- 2010 : I Just Had Sex : The Lonely Island avec Akon

### Hommages
- Un site internet suédois sur le tennis porte le nom d'une de ses répliques célèbres : Answer my question jerk![19]
- Sculpture nommée La Colère de Mc Enroe[20]
- Chansons en français du groupe rock Dionysos : John McEnroe[21]

#### Livres
- Thomas Ravier, Le Scandale McEnroe, paru chez Gallimard, dans la collection de Philippe Sollers, L'Infini[22]
- Fabrice de Raissac et Christophe Roger-Vasselin, McEnroe est-il génial ?

#### Documentaires
- McEnroe-Lendl : Le Crépuscule des Dieux, réalisé par Benjamin Rassat.
- Borg McEnroe, sorti en 2017 (réalisé par Janus Metz Pedersen), est consacré à la rivalité entre John McEnroe et Björn Borg.
- L'Empire de la perfection, film documentaire français réalisé par Julien Faraut, sorti en juillet 2018.
- McEnroe, réalisé par Barney Douglas en 2022

## Détail de ses performances en Grand Chelem et au Masters
| Tournoi          | 1977 | 1978 | 1979 | 1980 | 1981 | 1982 | 1983 | 1984 | 1985 | 1986 | 1987 | 1988 | 1989 | 1990 | 1991 | 1992 | Carrière | V-D   |
| ---------------- | ---- | ---- | ---- | ---- | ---- | ---- | ---- | ---- | ---- | ---- | ---- | ---- | ---- | ---- | ---- | ---- | -------- | ----- |
| Open d'Australie | -    | -    | -    | -    | -    | -    | DF   | -    | QF   | -    | -    | -    | QF   | 4T   | -    | QF   | 0        | 18-5  |
| Roland-Garros    | 2T   | -    | -    | 3T   | QF   | -    | QF   | F    | DF   | -    | 1T   | 4T   | -    | -    | 1T   | 1T   | 0        | 25-10 |
| Wimbledon        | DF   | 1T   | 4T   | F    | V    | F    | V    | V    | QF   | -    | -    | 2T   | DF   | 1T   | 4T   | DF   | 3        | 59-11 |
| US Open          | 4T   | DF   | V    | V    | V    | DF   | 4T   | V    | F    | 1T   | QF   | 2T   | 2T   | DF   | 3T   | 4T   | 4        | 65-12 |
| Masters          | -    | V    | DF   | RR   | DF   | F    | V    | V    | 1T   | -    | -    | -    | DF   | -    | -    | -    | 3        | 19-11 |

## Parcours dans les tournois duGrand Chelem

### En simple
| Année | Open d'Australie | Open d'Australie | Internationaux de France | Internationaux de France | Wimbledon       | Wimbledon     | US Open         | US Open       | Open d'Australie | Open d'Australie |
| ----- | ---------------- | ---------------- | ------------------------ | ------------------------ | --------------- | ------------- | --------------- | ------------- | ---------------- | ---------------- |
| 1977  | —                | —                | 2e tour (1/32)           | P. Dent                  | 1/2 finale      | J. Connors    | 1/8 de finale   | M. Orantes    | —                | —                |
| 1978  | n.o.             | n.o.             | —                        | —                        | 1er tour (1/64) | E. Van Dillen | 1/2 finale      | J. Connors    | —                | —                |
| 1979  | n.o.             | n.o.             | —                        | —                        | 1/8 de finale   | Ti. Gullikson | Victoire        | V. Gerulaitis | —                | —                |
| 1980  | n.o.             | n.o.             | 3e tour (1/16)           | P. McNamee               | Finale          | B. Borg       | Victoire        | B. Borg       | —                | —                |
| 1981  | n.o.             | n.o.             | 1/4 de finale            | I. Lendl                 | Victoire        | B. Borg       | Victoire        | B. Borg       | —                | —                |
| 1982  | n.o.             | n.o.             | —                        | —                        | Finale          | J. Connors    | 1/2 finale      | I. Lendl      | —                | —                |
| 1983  | n.o.             | n.o.             | 1/4 de finale            | M. Wilander              | Victoire        | C. Lewis      | 1/8 de finale   | B. Scanlon    | 1/2 finale       | M. Wilander      |
| 1984  | n.o.             | n.o.             | Finale                   | I. Lendl                 | Victoire        | J. Connors    | Victoire        | I. Lendl      | —                | —                |
| 1985  | n.o.             | n.o.             | 1/2 finale               | M. Wilander              | 1/4 de finale   | K. Curren     | Finale          | I. Lendl      | 1/4 de finale    | S. Živojinović   |
| 1986  | n.o.             | n.o.             | —                        | —                        | —               | —             | 1er tour (1/64) | P. Annacone   | n.o.             | n.o.             |
| 1987  | —                | —                | 1er tour (1/64)          | H. de la Peña            | —               | —             | 1/4 de finale   | I. Lendl      | n.o.             | n.o.             |
| 1988  | —                | —                | 1/8 de finale            | I. Lendl                 | 2e tour (1/32)  | W. Masur      | 2e tour (1/32)  | M. Woodforde  | n.o.             | n.o.             |
| 1989  | 1/4 de finale    | I. Lendl         | —                        | —                        | 1/2 finale      | S. Edberg     | 2e tour (1/32)  | P. Haarhuis   | n.o.             | n.o.             |
| 1990  | 1/8 de finale    | M. Pernfors      | —                        | —                        | 1er tour (1/64) | D. Rostagno   | 1/2 finale      | P. Sampras    | n.o.             | n.o.             |
| 1991  | —                | —                | 1er tour (1/64)          | A. Cherkasov             | 1/8 de finale   | S. Edberg     | 3e tour (1/16)  | M. Chang      | n.o.             | n.o.             |
| 1992  | 1/4 de finale    | W. Ferreira      | 1er tour (1/64)          | N. Kulti                 | 1/2 finale      | A. Agassi     | 1/8 de finale   | J. Courier    | n.o.             | n.o.             |

N.B. : à droite du résultat se trouve le nom de l'ultime adversaire.

#### Victoires (7)
| Année | Tournoi       | Adversaire en finale | Score                   |
| 1979  | US Open       | Vitas Gerulaitis     | 7-5, 6-3, 6-3           |
| 1980  | US Open (2)   | Björn Borg           | 7-6, 6-1, 6-7, 5-7, 6-4 |
| 1981  | Wimbledon     | Björn Borg           | 4-6, 7-6, 7-6, 6-4      |
| 1981  | US Open (3)   | Björn Borg           | 4-6, 6-2, 6-4, 6-3      |
| 1983  | Wimbledon (2) | Chris Lewis          | 6-2, 6-2, 6-2           |
| 1984  | Wimbledon (3) | Jimmy Connors        | 6-1, 6-1, 6-2           |
| 1984  | US Open (4)   | Ivan Lendl           | 6-3, 6-4, 6-1           |

#### Finales (4)
| Année | Tournoi       | Adversaire en finale | Score                   |
| 1980  | Wimbledon     | Björn Borg           | 1-6, 7-5, 6-3, 6-7, 8-6 |
| 1982  | Wimbledon (2) | Jimmy Connors        | 3-6, 6-3, 6-7, 7-6, 6-4 |
| 1984  | Roland-Garros | Ivan Lendl           | 3-6, 2-6, 6-4, 7-5, 7-5 |
| 1985  | US Open       | Ivan Lendl           | 7-6, 6-3, 6-4           |

### En double
| Année | Open d'Australie                                                          | Open d'Australie | Internationaux de France                                                       | Internationaux de France                                                     | Wimbledon                                                                      | Wimbledon                                                                     | US Open                                                                           | US Open                 | Open d'Australie                                                                 | Open d'Australie |
| ----- | ------------------------------------------------------------------------- | ---------------- | ------------------------------------------------------------------------------ | ---------------------------------------------------------------------------- | ------------------------------------------------------------------------------ | ----------------------------------------------------------------------------- | --------------------------------------------------------------------------------- | ----------------------- | -------------------------------------------------------------------------------- | ---------------- |
| 1974  | —                                                                         | —                | —                                                                              | —                                                                            | —                                                                              | —                                                                             | 1er tour (1/32) A. Palafox \|\| style="text-align:left;" \| P. Fleming Gerulaitis | n.o.                    | n.o.                                                                             |                  |
| 1975  | —                                                                         | —                | —                                                                              | —                                                                            | —                                                                              | —                                                                             | 2e tour (1/16) Gottfried \|\| style="text-align:left;" \| Fassbender Pohmann      | n.o.                    | n.o.                                                                             |                  |
| 1976  | —                                                                         | —                | —                                                                              | —                                                                            | —                                                                              | —                                                                             | 1er tour (1/32) Gottfried \|\| style="text-align:left;" \| J. Alexander P. Dent   | n.o.                    | n.o.                                                                             |                  |
| 1977  | —                                                                         | —                | 2e tour (1/16) R. Ycaza \|\| style="text-align:left;" \| A. Panatta Bertolucci | —                                                                            | —                                                                              | 2e tour (1/16) B. Mitton \|\| style="text-align:left;" \| K. Warwick S. Ball  | —                                                                                 | —                       |                                                                                  |                  |
| 1978  | n.o.                                                                      | n.o.             | —                                                                              | —                                                                            | Finale P. Fleming                                                              | B. Hewitt F. McMillan                                                         | 1/4 de finale P. Fleming \|\| style="text-align:left;" \| Edmondson J. Marks      | —                       | —                                                                                |                  |
| 1979  | n.o.                                                                      | n.o.             | —                                                                              | —                                                                            | Victoire P. Fleming                                                            | B. Gottfried R. Ramírez                                                       | Victoire P. Fleming                                                               | R. Lutz S. Smith        | —                                                                                | —                |
| 1980  | n.o.                                                                      | n.o.             | —                                                                              | —                                                                            | 1/2 finale P. Fleming \|\| style="text-align:left;" \| P. McNamara P. McNamee  | Finale P. Fleming                                                             | R. Lutz S. Smith                                                                  | —                       | —                                                                                |                  |
| 1981  | n.o.                                                                      | n.o.             | —                                                                              | —                                                                            | Victoire P. Fleming                                                            | R. Lutz S. Smith                                                              | Victoire P. Fleming                                                               | Günthardt P. McNamara   | —                                                                                | —                |
| 1982  | n.o.                                                                      | n.o.             | —                                                                              | —                                                                            | Finale P. Fleming                                                              | P. McNamara P. McNamee                                                        | 1/4 de finale P. Fleming \|\| style="text-align:left;" \| V. Amaya H. Pfister     | —                       | —                                                                                |                  |
| 1983  | n.o.                                                                      | n.o.             | —                                                                              | —                                                                            | Victoire P. Fleming                                                            | Gullikson                                                                     | Victoire P. Fleming                                                               | F. Buehning V. Winitsky | 1/8 de finale P. Fleming \|\| style="text-align:left;" \| J. Nyström M. Wilander |                  |
| 1984  | n.o.                                                                      | n.o.             | —                                                                              | —                                                                            | Victoire P. Fleming                                                            | P. Cash P. McNamee                                                            | 1/2 finale P. Fleming \|\| style="text-align:left;" \| S. Edberg A. Järryd        | —                       | —                                                                                |                  |
| 1985  | n.o.                                                                      | n.o.             | —                                                                              | —                                                                            | 1/2 finale P. Fleming \|\| style="text-align:left;" \| P. Cash J. Fitzgerald   | —                                                                             | —                                                                                 | —                       | —                                                                                |                  |
| 1986  | n.o.                                                                      | n.o.             | —                                                                              | —                                                                            | —                                                                              | —                                                                             | —                                                                                 | —                       | n.o.                                                                             | n.o.             |
| 1987  | —                                                                         | —                | —                                                                              | —                                                                            | —                                                                              | —                                                                             | —                                                                                 | —                       | n.o.                                                                             | n.o.             |
| 1988  | —                                                                         | —                | —                                                                              | —                                                                            | —                                                                              | —                                                                             | —                                                                                 | —                       | n.o.                                                                             | n.o.             |
| 1989  | 1/2 finale Woodforde \|\| style="text-align:left;" \| D. Cahill Kratzmann | —                | —                                                                              | 1/8 de finale J. Hlasek \|\| style="text-align:left;" \| P. Doohan L. Warder | Victoire Woodforde                                                             | K. Flach R. Seguso                                                            | n.o.                                                                              | n.o.                    |                                                                                  |                  |
| 1990  | —                                                                         | —                | —                                                                              | —                                                                            | —                                                                              | —                                                                             | 1er tour (1/32) Woodforde \|\| style="text-align:left;" \| G. Forget J. Hlasek    | n.o.                    | n.o.                                                                             |                  |
| 1991  | —                                                                         | —                | —                                                                              | —                                                                            | 2e tour (1/16) Ivanišević \|\| style="text-align:left;" \| J. Courier D. Flach | 1/8 de finale P. McEnroe \|\| style="text-align:left;" \| R. Båthman R. Bergh | n.o.                                                                              | n.o.                    |                                                                                  |                  |
| 1992  | —                                                                         | —                | 1/4 de finale A. Agassi \|\| style="text-align:left;" \| P. Albano C. Motta    | Victoire M. Stich                                                            | J. Grabb R. Reneberg                                                           | 1/2 finale M. Stich \|\| style="text-align:left;" \| J. Grabb R. Reneberg     | n.o.                                                                              | n.o.                    |                                                                                  |                  |

N.B. : le nom du ou de la partenaire se trouve sous le résultat ; les noms des ultimes adversaires se trouvent à droite.

#### Victoires (9)
| Année | Date              | Nom et lieu du tournoi     | Surface | Partenaire     | Finalistes                     | Score                     |
| ----- | ----------------- | -------------------------- | ------- | -------------- | ------------------------------ | ------------------------- |
| 1979  | 25 juin-7 juillet | Wimbledon                  | Gazon   | Peter Fleming  | Brian Gottfried Raúl Ramírez   | 4-6, 6-4, 6-2, 6-2        |
| 1979  | 28 août-9 sep.    | US Open (Flushing Meadows) | Dur     | Peter Fleming  | Robert Lutz Stan Smith         | 6-2, 6-4                  |
| 1981  | 22 juin-4 juillet | Wimbledon                  | Gazon   | Peter Fleming  | Robert Lutz Stan Smith         | 6-4, 6-4, 6-4             |
| 1981  | 1-13 septembre    | US Open (Flushing Meadows) | Dur     | Peter Fleming  | Heinz Günthardt Peter McNamara | Forfait                   |
| 1983  | 20 juin-3 juillet | Wimbledon                  | Gazon   | Peter Fleming  | Tim Gullikson Tom Gullikson    | 6-4, 6-3, 6-4             |
| 1983  | 30 août-11 sep.   | US Open (Flushing Meadows) | Dur     | Peter Fleming  | Fritz Buehning Van Winitsky    | 6-3, 6-4, 6-2             |
| 1984  | 25 juin-8 juillet | Wimbledon                  | Gazon   | Peter Fleming  | Pat Cash Paul McNamee          | 6-2, 5-7, 6-2, 3-6, 6-3   |
| 1989  | 28 août-10 sep.   | US Open (Flushing Meadows) | Dur     | Mark Woodforde | Ken Flach Robert Seguso        | 6-4, 4-6, 6-3, 6-3        |
| 1992  | 22 juin-6 juillet | Wimbledon                  | Gazon   | Michael Stich  | Jim Grabb Richey Reneberg      | 5-7, 7-6, 3-6, 7-6, 19-17 |

#### Finales (3)
| Année | Date                | Nom et lieu du tournoi     | Surface | Partenaire    | Vainqueurs                  | Score                   |
| ----- | ------------------- | -------------------------- | ------- | ------------- | --------------------------- | ----------------------- |
| 1978  | 26 juin-8 juillet   | Wimbledon                  | Gazon   | Peter Fleming | Bob Hewitt Frew McMillan    | 6-1, 6-4, 6-2           |
| 1980  | 26 août-7 septembre | US Open (Flushing Meadows) | Dur     | Peter Fleming | Robert Lutz Stan Smith      | 7-6, 3-6, 6-1, 3-6, 6-3 |
| 1982  | 21 juin-4 juillet   | Wimbledon                  | Gazon   | Peter Fleming | Peter McNamara Paul McNamee | 6-3, 6-2                |

### En double mixte

#### Victoire (1)
| Année | Date          | Nom et lieu du tournoi                                      | Surface      | Partenaire   | Finaliste                  | Score    |
| 1977  | 23 mai-5 juin | Internationaux de France de tennis Internationaux de France | Terre battue | Mary Carillo | Florenta Mihai Iván Molina | 7-6, 6-3 |

## Parcours aux Masters
| Masters Cup | Masters Cup                                             | Masters Cup  |
| Année       | Résultat                                                | Adversaire   |
| ----------- | ------------------------------------------------------- | ------------ |
| 1978        | Victoire                                                | Arthur Ashe  |
| 1979        | 1/2 finale \|\| style="text-align:left" \| Björn Borg   |              |
| 1980        | 1/8 finale                                              | Gene Mayer   |
| 1981        | 1/2 finale \|\| style="text-align:left" \| Ivan Lendl   |              |
| 1982        | Finale                                                  | Ivan Lendl   |
| 1983        | Victoire                                                | Ivan Lendl   |
| 1984        | Victoire                                                | Ivan Lendl   |
| 1985        | Élimination en poule                                    | Brad Gilbert |
| 1986        | Non qualifié                                            | Échec        |
| 1987        | Non qualifié                                            | Échec        |
| 1988        | Non qualifié                                            | Échec        |
| 1989        | 1/2 finale \|\| style="text-align:left" \| Boris Becker |              |

### En double
| Année | Ville    | Surface         | Partenaire    | Résultats | Résultat final |
| ----- | -------- | --------------- | ------------- | --------- | -------------- |
| 1978  | New York | Moquette indoor | Peter Fleming | 2v, 0d    | Vainqueur      |
| 1979  | New York | Moquette indoor | Peter Fleming | 2v, 0d    | Vainqueur      |
| 1980  | New York | Moquette indoor | Peter Fleming | 2v, 0d    | Vainqueur      |
| 1981  | New York | Moquette indoor | Peter Fleming | 2v, 0d    | Vainqueur      |
| 1982  | New York | Moquette indoor | Peter Fleming | 2v, 0d    | Vainqueur      |
| 1983  | New York | Moquette indoor | Peter Fleming | 2v, 0d    | Vainqueur      |
| 1984  | New York | Moquette indoor | Peter Fleming | 2v, 0d    | Vainqueur      |

## Classement ATP en fin de saison
| Année | 1976 | 1977 | 1978 | 1979 | 1980 | 1981 | 1982 | 1983 | 1984 | 1985 | 1986 | 1987 | 1988 | 1989 | 1990 | 1991 | 1992 |
| Rang  | 264  | 21   | 4    | 3    | 2    | 1    | 1    | 1    | 1    | 2    | 14   | 10   | 11   | 4    | 13   | 28   | 20   |

## Autres résultats dans les Tournois majeurs
- Rome : Demi-finaliste en 1987.
- Montréal-Toronto : Vainqueur en 1984 et 1985. Finaliste en 1989. Demi-finaliste en 1982 et 1983.
- Cincinnati : Vainqueur en 1981. Finaliste en 1983. Demi-finaliste en 1982.
- Paris Indoor : Demi-finaliste en 1989.
- Tournoi de tennis de Wembley : Vainqueur en 1978, 1979, 1980, 1982 et 1983. Finaliste en 1981.

### Parcours dans les Grand Prix Championship Series
| Année | Philadelphie               | Monte-Carlo            | Las Vegas (jusqu'en 1981) puis Forest Hills | Rome | Hambourg | Canada                    | Stockholm (jusqu'en 1980) puis Cincinnati | Tokyo                    | Londres (jusqu'en 1983) puis Stockholm |
| ----- | -------------------------- | ---------------------- | ------------------------------------------- | ---- | -------- | ------------------------- | ----------------------------------------- | ------------------------ | -------------------------------------- |
| 1978  | 1/4 de finale B. Gottfried | -                      | -                                           | -    | -        | 1/4 de finale E. Dibbs    | Victoire T. Gullikson                     | -                        | Victoire T. Gullikson                  |
| 1979  | 1/4 de finale R. Tanner    | -                      | 1/2 finale J. Connors                       | -    | -        | Finale B. Borg            | Victoire G. Mayer                         | -                        | Victoire H. Solomon                    |
| 1980  | Finale J. Connors          | 1/4 de finale G. Vilas | 1/4 de finale H. Solomon                    | -    | -        | 2e tour E. Van Dillen     | Finale B. Borg                            | -                        | Victoire G. Mayer                      |
| 1981  | -                          | -                      | -                                           | -    | -        | 1/8 de finale V. Amritraj | Victoire C. Lewis                         | 1/2 finale V. Van Patten | Finale J. Connors                      |
| 1982  | Victoire J. Connors        | -                      | 1/2 finale E. Dibbs                         | -    | -        | 1/2 finale I. Lendl       | 1/2 finale S. Denton                      | Victoire P. McNamara     | Victoire B. Gottfried                  |
| 1983  | Victoire I. Lendl          | -                      | Victoire V. Gerulaitis                      | -    | -        | 1/2 finale A. Järryd      | Finale M. Wilander                        | -                        | Victoire J. Connors                    |
| 1984  | Victoire I. Lendl          | -                      | Victoire I. Lendl                           | -    | -        | Victoire V. Gerulaitis    | 1er tour V. Amritraj                      | -                        | Victoire M. Wilander                   |
| 1985  | Victoire M. Mečíř          | -                      | Finale I. Lendl                             | -    | -        | Victoire I. Lendl         | -                                         | -                        | Victoire A. Järryd                     |

N.B. : sous le résultat se trouve le nom de l’ultime adversaire.

### Parcours dans lesMasters 1000
| Année | Indian Wells     | Miami                     | Monte-Carlo | Hambourg               | Rome | Canada                    | Cincinnati             | Stockholm                   | Paris                 |
| ----- | ---------------- | ------------------------- | ----------- | ---------------------- | ---- | ------------------------- | ---------------------- | --------------------------- | --------------------- |
| 1990  | —                | —                         | —           | —                      | —    | 1/4 de finale P. Sampras  | 1/8 de finale S. Davis | 1/8 de finale G. Ivanišević | 2e tour J. Hlasek     |
| 1991  | 2e tour J. Grabb | —                         | —           | —                      | —    | 1/8 de finale D. Rostagno | —                      | —                           | 2e tour G. Ivanišević |
| 1992  | —                | 1/8 de finale R. Krajicek | —           | 2e tour S. Pescosolido | —    | 1/4 de finale I. Lendl    | —                      | —                           | 2e tour Bo. Becker    |

N.B. : sous le résultat se trouve le nom de l’ultime adversaire.

## Palmarès

### Titres en simple (1978-1991) (104)
- (Voir Records de titres au tennis pour les joueurs les plus titrés de l'histoire)

### Titres en simple ATP (77)
|    | Année | Date              | Nom et lieu du tournoi                                     | Surface      | Finaliste        | Score                   |
| -- | ----- | ----------------- | ---------------------------------------------------------- | ------------ | ---------------- | ----------------------- |
| 1  | 1978  | 18-24 sep.        | Hartford United Technologies Classic (États-Unis)          | M            | Johan Kriek      | 6-2, 6-4                |
| 2  | 1978  | 25 sep-2 oct.     | San Francisco Transamerica Open (États-Unis)               | M            | Dick Stockton    | 2-6, 7-6, 6-2           |
| 3  | 1978  | 6-13 novembre     | Stockholm Open (Suède)                                     | M            | Tim Gullikson    | 6-2, 6-2                |
| 4  | 1978  | 14-19 nov.        | Tournoi de tennis de Wembley (Londres) Indoor (Angleterre) | M            | Tim Gullikson    | 6-7, 6-4, 7-6, 6-2      |
| 5  | 1979  | 10-14 janvier     | Masters New York (États-Unis)                              | M            | Arthur Ashe      | 6-7, 6-3, 7-5           |
| 6  | 1979  | 19-25 mars        | La Nouvelle-Orléans Tennis Festival (États-Unis)           | M            | Roscoe Tanner    | 6-4, 6-2                |
| 7  | 1979  | 26 mars-1er avril | Milan Ramazzotti Cup (Italie)                              | M            | John Alexander   | 6-4, 6-3                |
| 8  | 1979  | 16-22 avril       | San Jose Smythe Grand Prix (États-Unis)                    | M            | Peter Fleming    | 7-6, 7-6                |
| 9  | 1979  | 1-6 mai           | Dallas Finales/WCT (États-Unis)                            | M            | Björn Borg       | 7-5, 4-6, 6-2, 7-6      |
| 10 | 1979  | 11-17 juin        | Queen's (Londres) Grass Court (Angleterre)                 | Gazon        | Víctor Pecci     | 6-7, 6-1, 6-1           |
| 11 | 1979  | 30 juil-5 août    | South Orange Mutual Life Open (États-Unis)                 | Terre battue | John Lloyd       | 6-7, 6-4, 6-0           |
| 12 | 1979  | 28 août-9 sep.    | US Open (Flushing Meadows) (États-Unis)                    | Dur          | Vitas Gerulaitis | 7-5, 6-3, 6-3           |
| 13 | 1979  | 24-30 sep.        | San Francisco Transamerica Open (États-Unis)               | M            | Peter Fleming    | 4-6, 7-5, 6-2           |
| 14 | 1979  | 5-11 novembre     | Stockholm Open (Suède)                                     | M            | Gene Mayer       | 6-7, 6-3, 6-3           |
| 15 | 1979  | 13-18 nov.        | Tournoi de tennis de Wembley (Londres) Indoor(Angleterre)  | M            | Harold Solomon   | 6-3, 6-4, 7-5           |
| 16 | 1980  | 28 jan-3 fév.     | Richmond United Virginia Bank (États-Unis)                 | M            | Roscoe Tanner    | 6-1, 6-2                |
| 17 | 1980  | 25 fév-2 mars     | Memphis U.S. National Indoor (États-Unis)                  | M            | Jimmy Connors    | 7-6, 7-6                |
| 18 | 1980  | 24-30 mars        | Milan Ramazzotti Cup (Italie)                              | M            | Vijay Amritraj   | 6-1, 6-4                |
| 19 | 1980  | 9-15 juin         | Queen's (Londres) Grass Court (Angleterre)                 | Gazon        | Kim Warwick      | 6-3, 6-1                |
| 20 | 1980  | 26 août-7 sep.    | US Open (Flushing Meadows) (États-Unis)                    | Dur          | Björn Borg       | 7-6, 6-1, 6-7, 5-7, 6-4 |
| 21 | 1980  | 6-12 octobre      | Brisbane Robinson's Classic (Australie)                    | Gazon        | Phil Dent        | 6-3, 6-4                |
| 22 | 1980  | 13-19 octobre     | Sydney Australian Indoor Championships (Australie)         | D (int.)     | Vitas Gerulaitis | 6-3, 6-4, 7-5           |
| 23 | 1980  | 10-16 nov.        | Tournoi de tennis de Wembley (Londres) Indoor (Angleterre) | M            | Gene Mayer       | 6-4, 6-3, 6-3           |
| 24 | 1980  | 9-14 décembre     | Montréal/WCT Challenge Cup (Canada)                        | M            | Vijay Amritraj   | 6-1, 6-2, 6-1           |
| 25 | 1981  | 14-15 février     | Boca Raton Pepsi Grand Slam (États-Unis)                   | Terre battue | Guillermo Vilas  | 6-7, 6-4, 6-0           |
| 26 | 1981  | 23-29 mars        | Milan Cuore Cup (Italie)                                   | M            | Björn Borg       | 7-6, 6-4                |
| 27 | 1981  | 30 mars-5 avril   | Francfort Trevira Cup (Allemagne)                          | M            | Tomáš Šmíd       | 6-2, 6-3                |
| 28 | 1981  | 13-20 avril       | Los Angeles Jack Kramer Open (États-Unis)                  | Dur          | Sandy Mayer      | 6-7, 6-3, 6-3           |
| 29 | 1981  | 27 avril-3 mai    | Dallas Finales/WCT (États-Unis)                            | M            | Johan Kriek      | 6-1, 6-2, 6-4           |
| 30 | 1981  | 8-14 juin         | Queen's (Londres) Grass Court (Angleterre)                 | Gazon        | Brian Gottfried  | 7-6, 7-5                |
| 31 | 1981  | 22 juin-4 juillet | Wimbledon (Angleterre)                                     | Gazon        | Björn Borg       | 4-6, 7-6, 7-6, 6-4      |
| 32 | 1981  | 17-23 août        | Cincinnati ATP Championships (États-Unis)                  | Dur          | Chris Lewis      | 6-3, 6-4                |
| 33 | 1981  | 1-13 sep.         | US Open (Flushing Meadows) (États-Unis)                    | Dur          | Björn Borg       | 4-6, 6-2, 6-4, 6-3      |
| 34 | 1981  | 12-18 octobre     | Sydney Australian Indoor Championships (Australie)         | D (int.)     | Roscoe Tanner    | 6-4, 7-5, 6-2           |
| 35 | 1982  | 25-31 janvier     | Philadelphie U.S. Pro Indoor (États-Unis)                  | M            | Jimmy Connors    | 6-3, 6-3, 6-1           |
| 36 | 1982  | 20-26 sep.        | San Francisco Transamerica Open (États-Unis)               | M            | Jimmy Connors    | 6-1, 6-3                |
| 37 | 1982  | 11-17 octobre     | Sydney Australian Indoor Championships (Australie)         | D (int.)     | Gene Mayer       | 6-4, 6-1, 6-4           |
| 38 | 1982  | 26-31 octobre     | Tôkyô Indoor Seiko World Super Tennis (Japon)              | M            | Peter McNamara   | 7-6, 7-5                |
| 39 | 1982  | 9-14 novembre     | Tournoi de tennis de Wembley (Londres) Indoor (Angleterre) | M            | Brian Gottfried  | 6-3, 6-2, 6-4           |
| 40 | 1983  | 31 jan-6 Fév.     | Philadelphie U.S. Pro Indoor (États-Unis)                  | M            | Ivan Lendl       | 4-6, 7-6, 6-4, 6-3      |
| 41 | 1983  | 26 avril-1er mai  | Dallas Finales/WCT (États-Unis)                            | M            | Ivan Lendl       | 6-2, 4-6, 6-3, 6-7, 7-6 |
| 42 | 1983  | 1-8 mai           | Forest Hills/WCT T.O.C. (États-Unis)1                      | Terre battue | Vitas Gerulaitis | 6-3, 7-5                |
| 43 | 1983  | 20 juin-3 juillet | Wimbledon (Angleterre)                                     | H            | Chris Lewis      | 6-2, 6-2, 6-2           |
| 44 | 1983  | 10-16 octobre     | Sydney Australian Indoor Championships (Australie)         | D (int.)     | Henri Leconte    | 6-1, 6-4, 7-5           |
| 45 | 1983  | 7-13 novembre     | Tournoi de tennis de Wembley (Londres) Indoor (Angleterre) | M            | Jimmy Connors    | 7-5, 6-1, 6-4           |
| 46 | 1984  | 10-15 janvier     | Masters New York (États-Unis)                              | M            | Ivan Lendl       | 6-3, 6-4, 6-4           |
| 47 | 1984  | 23-29 janvier     | Philadelphie U.S. Pro Indoor (États-Unis)                  | M            | Ivan Lendl       | 6-3, 3-6, 6-3, 7-6      |
| 48 | 1984  | 31 jan-5 fév.     | Richmond/WCT United Virginia Bank (États-Unis)             | M            | Steve Denton     | 6-3, 7-6                |
| 49 | 1984  | 27 fév-4 mars     | Madrid Grand Prix Indoor Open (Espagne)                    | M            | Tomáš Šmíd       | 6-0, 6-4                |
| 50 | 1984  | 5-11 mars         | Bruxelles Belgian Indoor Championships (Belgique)          | M            | Ivan Lendl       | 6-1, 6-3                |
| 51 | 1984  | 24-29 avril       | Dallas Finales/WCT Buick (États-Unis)                      | M            | Jimmy Connors    | 6-1, 6-2, 6-3           |
| 52 | 1984  | 6-13 mai          | Forest Hills/WCT T.O.C. (États-Unis)1                      | M            | Ivan Lendl       | 6-4, 6-2                |
| 53 | 1984  | 11-17 juin        | Queen's Grass Court (Angleterre)                           | Gazon        | Leif Shiras      | 6-1, 3-6, 6-2           |
| 54 | 1984  | 25 juin-8 juillet | Wimbledon (Angleterre)                                     | Gazon        | Jimmy Connors    | 6-1, 6-1, 6-2           |
| 55 | 1984  | 13-19 août        | Toronto International Canadian Open (Canada)               | Dur          | Vitas Gerulaitis | 6-0, 6-3                |
| 56 | 1984  | 28 août-9 sep.    | US Open (Flushing Meadows) (États-Unis)                    | Dur          | Ivan Lendl       | 6-3, 6-4, 6-1           |
| 57 | 1984  | 17-23 sep.        | San Francisco Transamerica Open (États-Unis)               | M            | Brad Gilbert     | 6-4, 6-4                |
| 58 | 1984  | 29 oct-4 Nov.     | Stockholm Scandinavian Championships (Suède)               | D (int.)     | Mats Wilander    | 6-2, 3-6, 6-2           |
| 59 | 1985  | 8-13 janvier      | Masters New York (États-Unis)                              | M            | Ivan Lendl       | 7-5, 6-0, 6-4           |
| 60 | 1985  | 21-27 janvier     | Philadelphie Ebel U.S. Pro Indoor (États-Unis)             | M            | Miloslav Mečíř   | 6-3, 7-6, 6-1           |
| 61 | 1985  | 25 fév-3 mars     | Houston Shootout (États-Unis)                              | M            | Kevin Curren     | 7-5, 6-1, 7-6           |
| 62 | 1985  | 25-31 mars        | Milan Fila Trophy Italian Indoor (Italie)                  | M            | Anders Järryd    | 6-4, 6-1                |
| 63 | 1985  | 1-7 avril         | Chicago Volvo/Chicago (États-Unis)                         | M            | Jimmy Connors    | Forfait                 |
| 64 | 1985  | 22-28 avril       | Atlanta/WCT Championships (États-Unis)                     | M            | Paul Annacone    | 7-6, 7-6, 6-2           |
| 65 | 1985  | 5-11 août         | Stratton Mountain Volvo International (États-Unis)         | Dur          | Ivan Lendl       | 7-6, 6-2                |
| 66 | 1985  | 12-18 août        | Montréal International Canadian Open (Canada)              | Dur          | Ivan Lendl       | 7-5, 6-3                |
| 67 | 1985  | 4-11 novembre     | Stockholm Open (Suède)                                     | D (int.)     | Anders Järryd    | 6-1, 6-2                |
| 68 | 1986  | 15-21 sep.        | Los Angeles Volvo/Los Angeles (États-Unis)                 | Dur          | Stefan Edberg    | 6-2, 6-3                |
| 69 | 1986  | 22-28 sep.        | San Francisco Transamerica Open (États-Unis)               | M            | Jimmy Connors    | 7-6, 6-3                |
| 70 | 1986  | 6-12 octobre      | Scottsdale/WCT (États-Unis)                                | Dur          | Kevin Curren     | 6-3, 3-6, 6-2           |
| 71 | 1988  | 11-17 avril       | Tôkyô Outdoor Suntory Japan Open (Japon)                   | Dur          | Stefan Edberg    | 6-2, 6-2                |
| 72 | 1988  | 14-20 nov.        | Detroit Little Caesar's Championships (États-Unis)         | M            | Aaron Krickstein | 7-5, 6-2                |
| 73 | 1989  | 20-26 février     | Lyon Grand Prix de Tennis (France)                         | M            | Jakob Hlasek     | 6-3, 7-6                |
| 74 | 1989  | 28 fév-4 mars     | Dallas Finales/WCT Buick (États-Unis)                      | M            | Brad Gilbert     | 6-3, 6-3, 7-6           |
| 75 | 1989  | 7-13 août         | Indianapolis GTE/U.S. Men's Hard Court (États-Unis)        | Dur          | Jay Berger       | 6-4, 4-6, 6-4           |
| 76 | 1990  | 24-30 septembre   | Bâle Swiss Indoor (Suisse)                                 | D (int.)     | Goran Ivanišević | 6-7, 4-6, 7-6, 6-3, 6-4 |
| 77 | 1991  | 25 fév-3 mars     | Chicago Volvo/Tennis Chicago (États-Unis)                  | M            | Patrick McEnroe  | 3-6, 6-2, 6-4           |

- 1 : T.O.C. = Tournament of Champions

### Titres non recensés par l'ATP (12, tournois de 8 joueurs ou plus)
|    | Année | Date          | Nom et lieu du tournoi                             | Surface | Finaliste        | Score                   |
| -- | ----- | ------------- | -------------------------------------------------- | ------- | ---------------- | ----------------------- |
| 1  | 1980  | 14-18 mai     | Kobe Gunze World Tennis(Japon)                     | M       | Victor Amaya     | 6-2, 6-3                |
| 2  | 1981  | 7-12 janvier  | Rosemont Challenge of Champions (États-Unis)       | M       | Jimmy Connors    | 6-2, 6-4, 6-1           |
| 3  | 1981  | 3-9 août      | Fréjus Carré d'As Invitational (France)            | Dur     | Thierry Tulasne  | 6-2, 6-3, 2-6, 6-4      |
| 4  | 1982  | 31 mai-5 juin | Manchester GMC Mobens Kitchens (Angleterre)        | Gazon   | Russell Simpson  | 6-3, 6-7, 10-8          |
| 5  | 1983  | 15-20 nov.    | Anvers European Community Championships (Belgique) | M       | Gene Mayer       | 6-4, 6-3, 6-4           |
| 6  | 1985  | 1-6 janvier   | Las Vegas AT&T Challenge of Champions (États-Unis) | M       | Guillermo Vilas  | 7-5, 6-0                |
| 7  | 1986  | 5-10 nov.     | Anvers European Community Championships (Belgique) | M       | Miloslav Mečíř   | 6-3, 1-6, 7-6, 5-7, 6-2 |
| 8  | 1987  | 6-11 octobre  | Atlanta AT&T Challenge of Champions (États-Unis)   | M       | Paul Annacone    | 6-4, 7-5                |
| 9  | 1988  | 1-6 novembre  | Anvers European Community Championships (Belgique) | M       | Andrei Chesnokov | 6-1, 7-5, 6-2           |
| 10 | 1989  | 5-10 juin     | Beckenham Kent Tennis Championships (Angleterre)   | Gazon   | Broderick Dyke   | 6-4, 7-6                |
| 11 | 1989  | 12-17 juin    | Édimbourg Scottish Tennis Championships (Écosse)   | H       | Jimmy Connors    | 7-6, 7-6                |
| 12 | 1990  | 13-16 sep.    | Palo Alto California Tennis Challenge (États-Unis) | D ?     | Paul Annacone    | 3-6, 6-4, 6-2           |

### Titres non recensés par l'ATP (15, tournois sur invitation à 4 joueurs ou * 6 joueurs)
|    | Année | Date          | Nom et lieu du tournoi                               | Surface | Finaliste           | Score         |
| -- | ----- | ------------- | ---------------------------------------------------- | ------- | ------------------- | ------------- |
| 1  | 1979  | 21-22 juillet | San Benedetto (Italie)                               | M       | Corrado Barazzutti  | 6-3, 6-2      |
| 2  | 1979  | 23-24 juillet | Fréjus All Stars Exhibition Series (France)          | Dur     | Jimmy Connors       | 6-4, 6-3      |
| 3  | 1979  | 10-12 octobre | Melbourne BP Super Challenge Round Robin (Australie) | M       | Vitas Gerulaitis 2e | 6-4, 7-6      |
| 4  | 1979  | 13-14 octobre | Perth Super Challenge Tennis (Australie)             | M       | Guillermo Vilas     | 6-2, 6-4      |
| 5  | 1980  | 7-8 avril     | Bruxelles Belgium Invitational Cup (Belgique)        | M       | Jimmy Connors       | 6-1, 7-5      |
| 6  | 1981  | 7-8 avril     | Rome Roma Invitational (Italie)                      | M       | Ivan Lendl          | 7-6, 6-4      |
| 7  | 1982  | 1-3 novembre  | Perth Swan Lager Super Challenge Tennis (Australie)  | M       | Björn Borg          | 6-1, 6-4      |
| 8  | 1984  | 15-18 février | Sydney Akai Gold Challenge Tennis (Australie)        | M       | Guillermo Vilas     | 6-3, 6-3, 6-3 |
| 9  | 1984  | 5-6 mars      | Osaka Japan Invitational Tennis (Japon)              | M       | Yannick Noah        | 7-6, 0-6, 6-3 |
| 10 | 1985  | 15-16 avril   | Inglewood Tennis Challenge Series (États-Unis)       | M       | Ivan Lendl          | 6-4, 7-6      |
| 11 | 1986  | 4-5 novembre  | Bologne All Stars Tennis Classic (Italie)            | M       | Paolo Canè          | 6-1, 6-2      |
| 12 | 1988  | 26-27 avril   | Inglewood Tennis Challenge Series (États-Unis)       | M       | Stefan Edberg       | 6-3, 6-4      |
| 13 | 1988  | 21-22 octobre | Turin Torino Sport Palace Classic (Italie)           | M       | Aaron Krickstein    | 6-3, 6-1      |
| 14 | 1988  | 9-11 décembre | Inglewood Michelin Challenge (États-Unis)            | M       | Ivan Lendl          | 7-5, 6-2      |
| 15 | 1990  | 11-14 janvier | *Adélaïde Rio International Challenge (Australie)    | D ?     | Stefan Edberg       | 4-6, 7-6, 6-4 |

### Finales perdues en simple (31)
|    | Année | Date              | Nom et lieu du tournoi                                     | Surface      | Vainqueur        | Score                   |
| -- | ----- | ----------------- | ---------------------------------------------------------- | ------------ | ---------------- | ----------------------- |
| 1  | 1978  | 19-24 juin        | Queen's (Londres) Grass Court (Angleterre)                 | Gazon        | Tony Roche       | 8-6, 9-7                |
| 2  | 1978  | 24-29 oct.        | Bâle Swiss Indoor Championships (Suisse)                   | M            | Guillermo Vilas  | 6-3, 5-7, 7-5, 6-4      |
| 3  | 1979  | 2-8 avril         | Rotterdam ABN World Tennis (Pays-Bas)                      | M            | Björn Borg       | 6-4, 6-2                |
| 4  | 1979  | 13-19 août        | Toronto International Canadian Open (Canada)               | Dur          | Björn Borg       | 6-3, 6-3                |
| 5  | 1979  | 17-23 sep.        | Los Angeles Jack Kramer Open (États-Unis)                  | M            | Peter Fleming    | 6-4, 6-4                |
| 6  | 1980  | 21-27 janvier     | Philadelphie U.S. Pro Indoor (États-Unis)                  | M            | Jimmy Connors    | 6-3, 2-6, 6-3, 3-6, 6-4 |
| 7  | 1980  | 28 avril-4 mai    | Dallas Finales/WCT (États-Unis)                            | M            | Jimmy Connors    | 2-6, 7-6, 6-1, 6-2      |
| 8  | 1980  | 5-11 mai          | Forest Hills/WCT T.O.C. (États-Unis)1                      | Terre battue | Vitas Gerulaitis | 2-6, 6-2, 6-0           |
| 9  | 1980  | 23 juin-6 juillet | Wimbledon (Angleterre)                                     | Gazon        | Björn Borg       | 1-6, 7-5, 6-3, 6-7, 8-6 |
| 10 | 1980  | 28 jui-3 août     | South Orange Mutual Life Open (États-Unis)                 | Terre battue | José Luis Clerc  | 6-3, 6-2                |
| 11 | 1980  | 10-16 nov.        | Stockholm Open (Suède)                                     | M            | Björn Borg       | 6-3, 6-4                |
| 12 | 1981  | 9-15 nov.         | Tournoi de tennis de Wembley (Londres) Indoor (Angleterre) | M            | Jimmy Connors    | 3-6, 2-6, 6-3, 6-4, 6-2 |
| 13 | 1982  | 8-14 février      | Memphis U.S. National Indoor (États-Unis)                  | M            | Johan Kriek      | 6-3, 3-6, 6-4           |
| 14 | 1982  | 20-26 avril       | Dallas Finales/WCT (États-Unis)                            | M            | Ivan Lendl       | 6-2, 3-6, 6-3, 6-3      |
| 15 | 1982  | 7-13 juin         | Queen's (Londres) Grass Court (Angleterre)                 | Gazon        | Jimmy Connors    | 7-5, 6-3                |
| 16 | 1982  | 21 juin-4 juillet | Wimbledon (Angleterre)                                     | Gazon        | Jimmy Connors    | 3-6, 6-3, 6-7, 7-6, 6-4 |
| 17 | 1983  | 18-23 janvier     | Masters New York (États-Unis)                              | M            | Ivan Lendl       | 6-4, 6-4, 6-2           |
| 18 | 1983  | 6-12 juin         | Queen's (Londres) Grass Court (Angleterre)                 | Gazon        | Jimmy Connors    | 6-3, 6-3                |
| 19 | 1983  | 15-21 août        | Cincinnati ATP Championships (États-Unis)                  | Dur          | Mats Wilander    | 6-4, 6-4                |
| 20 | 1983  | 19-25 sep.        | San Francisco Transamerica Open (États-Unis)               | M            | Ivan Lendl       | 3-6, 7-6, 6-4           |
| 21 | 1984  | 28 mai-10 juin    | Roland-Garros Internationaux de France                     | Terre battue | Ivan Lendl       | 3-6, 2-6, 6-4, 7-5, 7-5 |
| 22 | 1985  | 6-12 mai          | Forest Hills/WCT T.O.C. (États-Unis)1                      | Terre battue | Ivan Lendl       | 6-3, 6-3                |
| 23 | 1985  | 27 août-8 sep.    | US Open (Flushing Meadows) (États-Unis)                    | Dur          | Ivan Lendl       | 7-6, 6-3, 6-4           |
| 24 | 1987  | 2-8 février       | Philadelphie Ebel U.S. Pro Indoor (États-Unis)             | M            | Tim Mayotte      | 3-6, 6-1, 6-3, 6-1      |
| 25 | 1987  | 16-22 mars        | Rotterdam ABN World Tennis (Pays-Bas)                      | M            | Stefan Edberg    | 3-6, 6-3, 6-1           |
| 26 | 1987  | 23-29 mars        | Bruxelles Belgian Indoor Championships (Belgique)          | M            | Mats Wilander    | 6-3, 6-4                |
| 27 | 1987  | 7-12 avril        | Dallas Finales/WCT (États-Unis)                            | M            | Miloslav Mečíř   | 6-0, 3-6, 6-2, 6-2      |
| 28 | 1988  | 1-7 août          | Indianapolis GTE/U.S. Men's Hard Court (États-Unis)        | Dur          | Boris Becker     | 6-4, 6-2                |
| 29 | 1989  | 14-20 août        | Montréal International Canadian Open (Canada)              | Dur          | Ivan Lendl       | 6-1, 6-3                |
| 30 | 1989  | 9-15 octobre      | Toulouse Grand Prix de Toulouse (France)                   | D (int.)     | Jimmy Connors    | 6-3, 6-3                |
| 31 | 1991  | 23-29 sep.        | Bâle Swiss Indoor Championships (Suisse)                   | D (int.)     | Jakob Hlasek     | 7-6, 6-0, 6-3           |

- 1 : T.O.C. = Tournament of Champions.

### Finale non terminée ou annulée (1)
Cette finale n'est pas recensée par le site Web de l'ATP mais figure dans le guide de l'ATP.
|   | Année | Date     | Nom et lieu du tournoi                             | Surface | Adversaire | Score    |
| 1 | 1987  | 3-9 août | Stratton Mountain Volvo International (États-Unis) | Dur     | Ivan Lendl | 7-6, 1-4 |

Finale arrêtée à 4-1 au deuxième set et non reprise à cause du mauvais temps (pluie).

### Finales perdues non recensées par l'ATP (21)
|    | Année | Date          | Nom et lieu du tournoi                             | Surface      | Vainqueur        | Score                   |
| 1  | 1977  | 12-18 déc.    | Nassau Bahamas Tennis Championships (Bahamas)      | ?            | Cliff Richey     | 7-5, 4-6, 6-3           |
| 2  | 1979  | 17-18 février | Vienne Velo Tennis Cup (Autriche)                  | M            | Björn Borg       | 3-6, 6-1, 6-4           |
| 3  | 1979  | 27-28 juillet | Montpellier All Stars Exhibition Series (France)   | Dur          | Jimmy Connors    | 7-6, 2-6, 7-5           |
| 4  | 1979  | 26-29 nov.    | Milan Masters Brooklyn Chewing Gum (Italie)        | M            | Björn Borg       | 1-6, 6-1, 6-4           |
| 5  | 1980  | 7-8 avril     | Tokyo Suntory Cup (Japon)                          | M            | Jimmy Connors    | 7-5, 6-3                |
| 6  | 1981  | 3-8 février   | Toronto Molson Light Challenge (Canada)            | M            | Vitas Gerulaitis | 6-4, 4-6, 6-3, 6-3      |
| 7  | 1981  | 11-12 avril   | Tokyo Suntory Cup (Japon)                          | M            | Jimmy Connors    | 6-4, 7-6                |
| 8  | 1981  | 23-29 nov.    | Milan Masters Brooklyn Chewing Gum (Italie)        | M            | Ivan Lendl       | 6-4, 2-6, 6-4           |
| 9  | 1982  | 6-11 janvier  | Rosemont Challenge of Champions (États-Unis)       | M            | Jimmy Connors    | 6-7, 7-5, 6-7, 7-5, 6-4 |
| 10 | 1982  | 4-7 février   | Toronto Molson Light Challenge (Canada)            | M            | Ivan Lendl       | 7-5, 3-6, 7-6, 7-5      |
| 11 | 1982  | 30 nov-5 déc. | Anvers European Community Championships (Belgique) | M            | Ivan Lendl       | 3-6, 7-6, 6-3, 6-3      |
| 12 | 1984  | 7-8 avril     | Tokyo Suntory Cup (Japon)                          | M            | Ivan Lendl       | 6-4, 3-6, 6-2           |
| 13 | 1985  | 20-21 avril   | Tokyo Suntory Cup (Japon)                          | M            | Ivan Lendl       | 6-4, 6-2                |
| 14 | 1985  | 8-9 octobre   | East Rutherford Meadowlands Challenge (États-Unis) | Dur          | Ivan Lendl       | 7-5, 6-3                |
| 15 | 1985  | 28 oct-3 nov. | Anvers European Community Championships (Belgique) | M            | Ivan Lendl       | 1-6, 7-6, 6-2, 6-2      |
| 16 | 1986  | 19-24 août    | Jericho Hamlet Challenge Cup (États-Unis)          | Dur          | Ivan Lendl       | 6-2, 6-4                |
| 17 | 1986  | 26-27 oct.    | Ixtapa Beachside Festival (Mexique)                | Terre battue | Emilio Sánchez   | 1-6, 6-0, 6-1           |
| 18 | 1987  | 5-6 mai       | Barcelone Royal Polo Club (Espagne)                | Terre battue | Ivan Lendl       | 6-2, 3-6, 6-2           |
| 19 | 1987  | 24-25 oct.    | Vérone Riello International (Italie)               | M            | Mats Wilander    | 6-3, 6-4                |
| 20 | 1987  | 21-22 nov.    | Ixtapa Ford Festival (Mexique)                     | Terre battue | Emilio Sánchez   | 4-6, 6-3, 6-3           |
| 21 | 1989  | 24-25 oct.    | Bologne All Stars Tennis Classic (Italie)          | M            | Ivan Lendl       | 6-4, 7-5                |

### Titres en double (80)
- (70 recensés par le site Web de l'ATP, *9 figurant dans l'ATP Player's Guide, **2 sur invitation)

|    | Année | Nom et lieu du tournoi                    | Surface      | Partenaire      | Finalistes                           | Score                     |
| -- | ----- | ----------------------------------------- | ------------ | --------------- | ------------------------------------ | ------------------------- |
| 1  | 1978  | South Orange (États-Unis)                 | Terre battue | Peter Fleming   | Ion Țiriac Guillermo Vilas           | 6-3, 6-3                  |
| 2  | 1978  | Hartford (États-Unis)                     | M            | Bill Maze       | Mark Edmondson Van Winitsky          | 6-3, 3-6, 7-6             |
| 3  | 1978  | San Francisco (États-Unis)                | M            | Peter Fleming   | Robert Lutz Stan Smith               | 5-7, 6-4, 6-4             |
| 4  | 1978  | Bâle (Suisse)                             | D (int.)     | Wojtek Fibak    | Bruce Manson Andrew Pattison         | 7-6, 7-5                  |
| 5  | 1978  | Cologne (Allemagne)                       | D (int.)     | Peter Fleming   | Bob Hewitt Frew McMillan             | 6-3, 6-2                  |
| 6  | 1978  | Tournoi de tennis de Wembley (Angleterre) | M            | Peter Fleming   | Bob Hewitt Frew McMillan             | 7-6, 4-6, 6-4             |
| 7  | 1978  | Bologne (Italie)                          | M            | Peter Fleming   | Jean-Louis Haillet Antonio Zugarelli | 6-1, 6-4                  |
| 8  | 1979  | *Masters New York (États-Unis)            | M            | Peter Fleming   | Wojtek Fibak Tom Okker               | 6-4, 6-2, 6-4             |
| 9  | 1979  | Londres/WCT (Angleterre)                  | M            | Peter Fleming   | Ilie Năstase Sherwood Stewart        | 3-6, 6-2, 6-3, 6-1        |
| 10 | 1979  | Richmond/WCT (États-Unis)                 | M            | Brian Gottfried | Ion Țiriac Guillermo Vilas           | 6-4, 6-3                  |
| 11 | 1979  | La Nouvelle-Orléans (États-Unis)          | M            | Peter Fleming   | Robert Lutz Stan Smith               | 6-1, 6-3                  |
| 12 | 1979  | Milan (Italie)                            | M            | Peter Fleming   | José Luis Clerc Tomáš Šmíd           | 6-1, 6-3                  |
| 13 | 1979  | Rotterdam (Pays-Bas)                      | M            | Peter Fleming   | Heinz Günthardt Bernard Mitton       | 6-4, 6-4                  |
| 14 | 1979  | San José (États-Unis)                     | M            | Peter Fleming   | Hank Pfister Brad Rowe               | 6-3, 6-4                  |
| 15 | 1979  | Wimbledon (Angleterre)                    | Gazon        | Peter Fleming   | Brian Gottfried Raúl Ramírez         | 4-6, 6-4, 6-2, 6-2        |
| 16 | 1979  | Forest Hills/WCT (États-Unis)             | Terre battue | Peter Fleming   | Gene Mayer Sandy Mayer               | 6-7, 7-6, 6-3             |
| 17 | 1979  | South Orange (États-Unis)                 | Terre battue | Peter Fleming   | Fritz Buehning Bruce Nichols         | 6-1, 6-3                  |
| 18 | 1979  | Indianapolis (États-Unis)                 | Terre battue | Gene Mayer      | Jan Kodeš Tomáš Šmíd                 | 6-4, 7-6                  |
| 19 | 1979  | Toronto (Canada)                          | Dur          | Peter Fleming   | Heinz Günthardt Bob Hewitt           | 6-7, 7-6, 6-1             |
| 20 | 1979  | US Open (Flushing Meadows) (États-Unis)   | Dur          | Peter Fleming   | Robert Lutz Stan Smith               | 6-2, 6-4                  |
| 21 | 1979  | San Francisco (États-Unis)                | M            | Peter Fleming   | Wojtek Fibak Frew McMillan           | 6-2, 6-3                  |
| 22 | 1979  | Stockholm (Suède)                         | D (int.)     | Peter Fleming   | Wojtek Fibak Tom Okker               | 6-4, 6-4                  |
| 23 | 1979  | Tournoi de tennis de Wembley (Angleterre) | M            | Peter Fleming   | Tomáš Šmíd Stan Smith                | 6-2, 6-3                  |
| 24 | 1979  | Bologne (Italie)                          | M            | Peter Fleming   | Fritz Buehning Ferdi Taygan          | 6-1, 6-1                  |
| 25 | 1980  | *Masters New York (États-Unis)            | M            | Peter Fleming   | Wojtek Fibak Tom Okker               | 6-3, 7-6, 6-1             |
| 26 | 1980  | Philadelphie (États-Unis)                 | M            | Peter Fleming   | Brian Gottfried Raúl Ramírez         | 6-3, 7-6                  |
| 27 | 1980  | Memphis (États-Unis)                      | M            | Brian Gottfried | Rod Frawley Tomáš Šmíd               | 6-3, 6-7, 7-6             |
| 28 | 1980  | Milan (Italie)                            | M            | Peter Fleming   | Andrew Pattison Butch Walts          | 6-2, 6-7, 6-2             |
| 29 | 1980  | Forest Hills/WCT (États-Unis)             | Terre battue | Peter Fleming   | Peter McNamara Paul McNamee          | 6-2, 5-7, 6-2             |
| 30 | 1980  | **Kobe (Japon)                            | M            | Wojtek Fibak    | Victor Amaya Brian Teacher           | 3-6, 6-3, 7-5             |
| 31 | 1980  | South Orange (États-Unis)                 | Terre battue | Bill Maze       | Fritz Buehning Van Winitsky          | 7-6, 6-4                  |
| 32 | 1980  | San Francisco (États-Unis)                | M            | Peter Fleming   | Gene Mayer Sandy Mayer               | 6-1, 6-4                  |
| 33 | 1980  | Maui (États-Unis)                         | Dur          | Peter Fleming   | Victor Amaya Hank Pfister            | 7-6, 6-7, 6-2             |
| 34 | 1980  | Brisbane (Australie)                      | Gazon        | Matt Mitchell   | Phil Dent Rod Frawley                | 8-6                       |
| 35 | 1980  | Sydney Indoor (Australie)                 | D (int.)     | Peter Fleming   | Tim Gullikson Johan Kriek            | 4-6, 6-1, 6-2             |
| 36 | 1980  | Tournoi de tennis de Wembley (Angleterre) | M            | Peter Fleming   | Bill Scanlon Eliot Teltscher         | 7-5, 6-3                  |
| 37 | 1981  | *Masters New York (États-Unis)            | M            | Peter Fleming   | Peter McNamara Paul McNamee          | 6-4, 6-3                  |
| 38 | 1981  | *Los Angeles (États-Unis)                 | Dur          | Ferdi Taygan    | Tom Gullikson Butch Walts            | 6-4, 6-4                  |
| 39 | 1981  | Las Vegas (États-Unis)                    | Dur          | Peter Fleming   | Tracy Delatte Trey Waltke            | 6-3, 7-6                  |
| 40 | 1981  | Forest Hills/WCT (États-Unis)             | Terre battue | Peter Fleming   | John Fitzgerald Andy Kohlberg        | 6-4, 6-4                  |
| 41 | 1981  | Wimbledon (Angleterre)                    | H            | Peter Fleming   | Robert Lutz Stan Smith               | 6-4, 6-4, 6-4             |
| 42 | 1981  | Cincinnati (États-Unis)                   | Dur          | Ferdi Taygan    | Robert Lutz Stan Smith               | 7-6, 6-3                  |
| 43 | 1981  | US Open (Flushing Meadows) (États-Unis)   | Dur          | Peter Fleming   | Heinz Günthardt Peter McNamara       | Forfait                   |
| 44 | 1981  | San Francisco (États-Unis)                | M            | Peter Fleming   | Mark Edmondson Sherwood Stewart      | 7-6, 6-4                  |
| 45 | 1981  | Sydney Indoor (Australie)                 | D (int.)     | Peter Fleming   | Sherwood Stewart Ferdi Taygan        | 6-7, 7-6, 6-1             |
| 46 | 1982  | *Masters New York (États-Unis)            | M            | Peter Fleming   | Kevin Curren Steve Denton            | 6-3, 6-3                  |
| 47 | 1982  | Philadelphie (États-Unis)                 | M            | Peter Fleming   | Sherwood Stewart Ferdi Taygan        | 7-6, 6-4                  |
| 48 | 1982  | Queen's (Londres) (Angleterre)            | Gazon        | Peter Rennert   | Victor Amaya Hank Pfister            | 7-6, 7-5                  |
| 49 | 1982  | Cincinnati (États-Unis)                   | Dur          | Peter Fleming   | Steve Denton Mark Edmondson          | 6-2, 6-3                  |
| 50 | 1982  | Sydney Indoor (Australie)                 | D (int.)     | Peter Rennert   | Steve Denton Mark Edmondson          | 6-3, 7-6                  |
| 51 | 1982  | Tournoi de tennis de Wembley (Angleterre) | M            | Peter Fleming   | Heinz Günthardt Tomáš Šmíd           | 7-6, 6-4                  |
| 52 | 1983  | *Masters New York (États-Unis)            | M            | Peter Fleming   | Sherwood Stewart Ferdi Taygan        | 7-5, 6-3                  |
| 53 | 1983  | Los Angeles (États-Unis)                  | Dur          | Peter Fleming   | Sandy Mayer Ferdi Taygan             | 6-1, 6-2                  |
| 54 | 1983  | Wimbledon (Angleterre)                    | Gazon        | Peter Fleming   | Tim Gullikson Tom Gullikson          | 6-4, 6-3, 6-4             |
| 55 | 1983  | US Open (Flushing Meadows) (États-Unis)   | Dur          | Peter Fleming   | Fritz Buehning Van Winitsky          | 6-3, 6-4, 6-2             |
| 56 | 1983  | San Francisco (États-Unis)                | M            | Peter Fleming   | Ivan Lendl Vince Van Patten          | 6-1, 6-2                  |
| 57 | 1983  | Tournoi de tennis de Wembley (Angleterre) | M            | Peter Fleming   | Steve Denton Sherwood Stewart        | 6-3, 6-4                  |
| 58 | 1984  | *Masters New York (États-Unis)            | M            | Peter Fleming   | Pavel Složil Tomáš Šmíd              | 6-2, 6-2                  |
| 59 | 1984  | Philadelphie (États-Unis)                 | M            | Peter Fleming   | Henri Leconte Yannick Noah           | 6-2, 6-3                  |
| 60 | 1984  | Richmond/WCT (États-Unis)                 | M            | Patrick McEnroe | Kevin Curren Steve Denton            | 7-6, 6-2                  |
| 61 | 1984  | Madrid (Espagne)                          | M            | Peter Fleming   | Fritz Buehning Ferdi Taygan          | 6-3, 6-3                  |
| 62 | 1984  | Wimbledon (Angleterre)                    | H            | Peter Fleming   | Pat Cash Paul McNamee                | 6-2, 5-7, 6-2, 3-6, 6-3   |
| 63 | 1984  | Toronto (Canada)                          | Dur          | Peter Fleming   | John Fitzgerald Kim Warwick          | 6-4, 7-6                  |
| 64 | 1984  | San Francisco (États-Unis)                | M            | Peter Fleming   | Mike De Palmer Sammy Giammalva Jr    | 6-3, 6-4                  |
| 65 | 1985  | Masters New York (États-Unis)             | M            | Peter Fleming   | Mark Edmondson Sherwood Stewart      | 6-3, 6-1                  |
| 66 | 1985  | Houston/WCT (États-Unis)                  | M            | Peter Fleming   | Hank Pfister Ben Testerman           | 6-3, 6-2                  |
| 67 | 1986  | Stratton Mountain (États-Unis)            | Dur          | Peter Fleming   | Paul Annacone Christo van Rensburg   | 6-3, 3-6, 6-3             |
| 68 | 1986  | San Francisco (États-Unis)                | M            | Peter Fleming   | Mike De Palmer Gary Donnelly         | 6-4, 7-6                  |
| 69 | 1986  | Paris Indoor (France)                     | M            | Peter Fleming   | Mansour Bahrami Diego Pérez          | 6-3, 6-2                  |
| 70 | 1986  | Tournoi de tennis de Wembley (Angleterre) | M            | Peter Fleming   | Sherwood Stewart Kim Warwick         | 3-6, 7-6, 6-2             |
| 71 | 1988  | Los Angeles (États-Unis)                  | Dur          | Mark Woodforde  | Peter Doohan Jim Grabb               | 6-4, 6-4                  |
| 72 | 1988  | San Francisco (États-Unis)                | M            | Mark Woodforde  | Scott Davis Tim Pawsat               | 6-4, 7-6                  |
| 73 | 1989  | **Adélaïde (Australie)                    | Dur          | Mark Woodforde  | Ivan Lendl Mats Wilander             | 7-6, 6-2                  |
| 74 | 1989  | Milan (Italie)                            | M            | Jakob Hlasek    | Heinz Günthardt Balázs Taróczy       | 6-3, 6-4                  |
| 75 | 1989  | US Open (Flushing Meadows) (États-Unis)   | Dur          | Mark Woodforde  | Ken Flach Robert Seguso              | 6-4, 4-6, 6-3, 6-3        |
| 76 | 1989  | Tournoi de tennis de Wembley (Angleterre) | M            | Jakob Hlasek    | Jeremy Bates Kevin Curren            | 6-1, 7-6                  |
| 77 | 1992  | Bruxelles (Belgique)                      | M            | Boris Becker    | Guy Forget Jakob Hlasek              | 6-3, 6-2                  |
| 78 | 1992  | Wimbledon (Angleterre)                    | Gazon        | Michael Stich   | Jim Grabb Richey Reneberg            | 5-7, 7-6, 3-6, 7-6, 19-17 |
| 79 | 1992  | Paris Indoor (France)                     | M            | Patrick McEnroe | Patrick Galbraith Danie Visser       | 6-4, 6-2                  |
| 80 | 2006  | San José (États-Unis)                     | Dur          | Jonas Björkman  | Paul Goldstein Jim Thomas            | 7-6, 4-6, 10-7            |

### Finales perdues en double (24)
- (22 recensées par le site Web de l'ATP et *2 figurant dans l'ATP Player's Guide.)

|    | Année | Nom et lieu du tournoi                    | Surface      | Partenaire         | Vainqueurs                       | Score               |
| -- | ----- | ----------------------------------------- | ------------ | ------------------ | -------------------------------- | ------------------- |
| 1  | 1977  | *Ocean City (États-Unis)                  | M            | Cliff Richey       | Alex Metreveli Bill Scanlon      | 7-6 6-3             |
| 2  | 1977  | *Virginia Beach (États-Unis)              | Dur          | Francisco González | Patrice Dominguez Ray Ruffels    | 6-3 6-4             |
| 3  | 1978  | Washington Indoor (États-Unis)            | M            | Arthur Ashe        | Robert Lutz Stan Smith           | 6-7 7-5 6-1         |
| 4  | 1978  | Wimbledon (Angleterre)                    | Gazon        | Peter Fleming      | Bob Hewitt Frew McMillan         | 6-1 6-4 6-2         |
| 5  | 1978  | Maui (États-Unis)                         | Dur          | Peter Fleming      | Tim Gullikson Tom Gullikson      | 7-6 7-6             |
| 6  | 1979  | Philadelphie (États-Unis)                 | M            | Peter Fleming      | Wojtek Fibak Tom Okker           | 5-7 6-1 6-3         |
| 7  | 1980  | Monte Carlo (France)                      | Terre battue | Vitas Gerulaitis   | Paolo Bertolucci Adriano Panatta | 6-2 5-7 6-3         |
| 8  | 1980  | US Open (Flushing Meadows) (États-Unis)   | Dur          | Peter Fleming      | Robert Lutz Stan Smith           | 7-6 3-6 6-1 3-6 6-3 |
| 9  | 1981  | Milan (Italie)                            | M            | Peter Rennert      | Brian Gottfried Raúl Ramírez     | 7-6 6-3             |
| 10 | 1981  | Francfort (Allemagne)                     | M            | Vitas Gerulaitis   | Brian Teacher Butch Walts        | 7-5 6-7 7-5         |
| 11 | 1981  | Los Angeles (États-Unis)                  | Dur          | Ferdi Taygan       | Tom Gullikson Butch Walts        | 6-4 6-4             |
| 12 | 1981  | Montréal (Canada)                         | Dur          | Peter Fleming      | Raúl Ramírez Ferdi Taygan        | 2-6 7-6 6-4         |
| 13 | 1981  | Tournoi de tennis de Wembley (Angleterre) | M            | Peter Fleming      | Sherwood Stewart Ferdi Taygan    | 7-5 6-7 6-4         |
| 14 | 1982  | Memphis (États-Unis)                      | M            | Peter Fleming      | Kevin Curren Steve Denton        | 7-6 4-6 6-2         |
| 15 | 1982  | Wimbledon (Angleterre)                    | Gazon        | Peter Fleming      | Peter McNamara Paul McNamee      | 6-3 6-2             |
| 16 | 1982  | Toronto (Canada)                          | Dur          | Peter Fleming      | Steve Denton Mark Edmondson      | 6-7 7-5 6-2         |
| 17 | 1982  | Tôkyô Indoor (Japon)                      | M            | Peter Rennert      | Tim Gullikson Tom Gullikson      | 6-4 3-6 7-6         |
| 18 | 1983  | Philadelphie (États-Unis)                 | M            | Peter Fleming      | Kevin Curren Steve Denton        | 6-4 7-6             |
| 19 | 1983  | Sydney Indoor (Australie)                 | D (int.)     | Peter Rennert      | Mark Edmondson Sherwood Stewart  | 6-2 6-4             |
| 20 | 1986  | Los Angeles (États-Unis)                  | Dur          | Peter Fleming      | Stefan Edberg Anders Järryd      | 3-6 7-5 7-6         |
| 21 | 1989  | Lyon (France)                             | M            | Jakob Hlasek       | Eric Jelen Michael Mortensen     | 6-2 3-6 6-3         |
| 22 | 1991  | Bâle (Suisse)                             | D (int.)     | Petr Korda         | Jakob Hlasek Patrick McEnroe     | 3-6 7-6 7-6         |
| 23 | 1992  | Rosmalen (Pays-Bas)                       | Gazon        | Michael Stich      | Jim Grabb Richey Reneberg        | 6-4 6-7 6-4         |
| 24 | 1992  | Toronto (Canada)                          | Dur          | Andre Agassi       | Patrick Galbraith Danie Visser   | 6-4 6-4             |

### Sources pour cette section
- John Barrett éditeur, World of Tennis Yearbooks, Londres de 1976 à 1983.
- Michel Sutter, Vainqueurs Winners 1946-2003. Michel Sutter a, dans un premier temps essayé de recenser tous les Tournois Internationaux de 1946 à l'automne 1991. Pour chaque tournoi, il a indiqué la ville, la date de la finale, le vainqueur, le finaliste et le score de la finale. Un tournoi est inclus dans la liste si: (1) le tableau comprend au moins 8 joueurs à quelques exceptions près comme les tournois Pepsi Grand Slam de la seconde moitié des années 1970; et (2) le niveau du tournoi fut au moins égal à celui des tournois challenger de maintenant. Le livre de Michel Sutter est probablement la source la plus exhaustive depuis la seconde guerre mondiale, même si quelques tournois professionnels de la période précédant l'ère Open ne sont pas enregistrés. Par la suite Michel Sutter a publié une deuxième édition, avec pour seules indications, les joueurs, leurs victoires et les années correspondantes sur la période 1946- 27 avril 2003.

## Décoration
- Chevalier de la Légion d'honneur (2024)

## Cinéma et télévision
Les experts : Manhattan - saison 3 épisode 23 : Double jeu - John McEnroe (John McEnroe/Jimmy Nelson).
Il est incarné par Shia LaBeouf dans Borg vs. McEnroe (2017) de Janus Metz Pedersen.
Il est le narrateur de la vie de Devi dans la série Netflix, Mes premières fois. Il y fait une apparition dans l'épisode 10 de la 1re saison.
Il est le personnage central du documentaire L'Empire de la perfection, via des images d'archives, notamment du tournoi de France 1984 à Roland-Garros.
Le documentaire McEnroe retrace sa carrière et sa vie personnelle, commenté par John McEnroe lui-même, diffusé sur Canal+.

## Ouvrage
- (en) You Cannot Be Serious, G.P. Putnam's Sons, 2002.

## Héritage
Les succès de McEnroe ont conduit de nombreuses personnes à le considérer comme l’un des plus grands joueurs de tennis de l’histoire.

### Récompenses
- Champion du monde ITF : 1981, 1983, 1984
- Joueur ATP de l'année : 1981, 1983, 1984
- Joueur ATP s'étant le plus amélioré : 1978
- Joueur masculin numéro 1 mondial
- Prix d'engagement de la Coupe Davis
- Chevalier de la Légion d'honneur 2024